# Люсешил
Лю̀сешил (на шведски: Lysekil) е град в югозападната част на Швеция, лен Вестра Йоталанд. Главен административен център на едноименната община Люсешил. Разположен е на брега на пролива Категат. Намира се на около 400 km на югозапад от столицата Стокхолм и на около 110 km на северозапад от центъра на лена Гьотеборг. Има крайна жп гара. Населението на града е 7628 жители според данни от преброяването през 2010 г.

## Личности
Родени
- Фредрик Рисп (р. 1980), шведски футболист

## Побратимени градове
- Тведестран, Норвегия